# Zygotorulaspora mrakii
Zygotorulaspora mrakii är en svampart som först beskrevs av Capr., och fick sitt nu gällande namn av Kurtzman 2003. Zygotorulaspora mrakii ingår i släktet Zygotorulaspora och familjen Saccharomycetaceae.   Inga underarter finns listade i Catalogue of Life.